# Tábor svatých
Tábor svatých (francouzsky Le Camp des saints) je román francouzského spisovatele Jeana Raspaila vydaný poprvé v roce 1973. Jeho tématem je masové přistěhovalectví z třetího světa, především z Indie, do Francie a obecně „západního světa“, které vede k zániku západní kultury, protože přistěhovalci se nechtějí začlenit a nemají zájem o místní kulturu, jejich zájem je čistě konzumní. Název je odkazem na Zjevení Janovo (Zj 20, 9 (Kral, ČEP)) a v knize je i celá řada dalších kulturních a historických odkazů.
V době svého vydání román způsobil pozdvižení a část komentátorů jej odsoudila jako rasistický. Zájem o něj se znovu zvedl na počátku druhého desetiletí jednadvacátého století: v roce 2011 se dostal do žebříčku nejprodávanějších knih.
Česky vydal „Tábor svatých“ poprvé Radomír Fiksa v roce 2009 na základě překladu Marie Klečacké-Beyly, toto vydání bylo zkritizováno pro nízkou kvalitu překladu i celkově velmi nízkou jazykovou a typografickou úroveň.